# Astrephia chaerophylloides
Astrephia chaerophylloides là một loài thực vật có hoa trong họ Kim ngân. Loài này được (Sm.) DC. mô tả khoa học đầu tiên năm 1830.